# Catasigerpes erlangeri
Catasigerpes erlangen es una especie de mantis de la familia Hymenopodidae.

## Distribución geográfica
Se encuentra en Kenia.